# Клайн-Белиц
Клайн-Белиц (нем. Klein Belitz) — община в Германии, в земле Мекленбург-Передняя Померания.
Входит в состав района Гюстров. Подчиняется управлению Бютцов Ланд. Население составляет 900 человек (2009); в 2003 г. — 995. Занимает площадь 38,87 км².